# Ginger Groupe
Pour les articles homonymes, voir Ginger.
 (juillet 2017).
Si vous disposez d'ouvrages ou d'articles de référence ou si vous connaissez des sites web de qualité traitant du thème abordé ici, merci de compléter l'article en donnant les références utiles à sa vérifiabilité et en les liant à la section « Notes et références ».
Le Groupe Ginger est groupe privé d'ingénierie spécialisé dans la prescription. Il s'est créé en 2016 à la suite de l'acquisition du bureau d'étude spécialisé dans l'environnement BURGEAP par le Groupe CEBTP. 

## Historique
En 1933, la Société Mutuelle d'Assurance du Bâtiment et des Travaux Publics (SMABTP) et le bureau Sécuritas prennent l'initiative de constituer un « laboratoire d'essais et de recherches pour les professions du BTP », qui jette les bases du futur CEBTP. L'inauguration de cette nouvelle entité a lieu le 21 juin 1935 par le président du Conseil de la IIIe République, Édouard Herriot. Cette entité est avant toute chose un laboratoire d'essais des matériaux issus de la construction, avec les bétons en fer de lance. Très vite, cette entité sera sous la houlette de la Fédération française du bâtiment.
En 1953, l'association prend le nom de « Centre expérimental et d'études du bâtiment et des travaux publics » : c'est la naissance du CEBTP. Les années suivantes, le CEBTP se décentralise en province avec l'installation d'un laboratoire dans chaque région de France.
L'année 1965 marque une expansion en outre-mer avec la création de laboratoires en Nouvelle-Calédonie (LBTP NC) et en Polynésie française (LTPP). C'est ensuite en Guyane qu'est créé un nouveau centre en 1971 : le LBTP G.
En 1972 est construit le deuxième centre d'études des structures ainsi que d'autres laboratoires à Saint-Rémy-lès-Chevreuse, au domaine de Saint-Paul. Avec ces extensions, le CEBTP dispose d'un ensemble de moyens expérimentaux uniques en France, et même en Europe. Une partie de ces infrastructures existe encore aujourd'hui sur ce site.
En juin 1997, les premières bases du futur groupe Ginger sont posées par l'acquisition du CEBTP par Jean-Luc Schnoebelen. Puis avec l-acquisition du groupe Séchaud-Bossuyt, il en fait le Pôle Construction du groupe et crée en parallèle la holding K2 qui deviendra Ginger Groupe (acronyme de Groupe Ingénierie Europe Groupe) en 1999.
Ginger a rejoint le groupe néerlandais Grontmij le 15 juin 2010. Ce rapprochement a donné naissance au quatrième acteur européen de conseil en ingénierie en Europe avec un effectif de près de 10 000 personnes, un chiffre d’affaires de 1,1 milliard d'euros et plus de 350 agences dans le monde. En 2013, Grontmij projette pour sa filiale française Ginger un changement de cap radical, annonçant son intention de se séparer de la branche expertise (CEBTP), élément principal du réseau d'agences Ginger. À partir de ce moment, le CEBTP prend son indépendance pour fonder un nouveau groupe spécialisé sur l'ingénierie de prescription : le groupe CEBTP, dont les principaux actionnaires sont Siparex, Cathay Capital, la Bpifrance et BNP Paribas Développement .
L'acquisition du bureau d'étude BURGEAP, en avril 2016, marque un nouveau tournant pour le groupe et souhaite former de nouveau le Groupe Ginger. Ginger ambitionne d'atteindre les 200 millions d'euros de chiffre d'affaires d'ici 2020. En avril 2017, Ginger fait une nouvelle acquisition, celle de l'Allemand spécialiste de la route : Lehmann+Partner. Le groupe entreprend à partir de là un virage résolument tourné vers l'international. En novembre 2021, Ginger fait l'acquisition de Hydrosol Fondations[source insuffisante], acteur de la géotechnique en Tunisie. En septembre 2022, le groupe fait l'acquisition de la branche terrestre de Fugro France (géoconsulting)[source insuffisante], acteur de la géotechnique en France. En janvier 2023, le groupe Ginger acquiert Sofreco, spécialiste français de l'ingénierie de l'aide au développement et crée une nouvelle branche d'activité dédiée à l'ingénierie de l'aide publique au développement[source secondaire souhaitée].

## Organisation de l'activité
CEBTP demeure en 2014 une entreprise dont le chiffre d'affaires se fait majoritairement en France. Toutefois, CEBTP cherche à se développer à l'étranger, notamment en Afrique du Nord. À partir de 2023, notamment avec l'arrivée de SOFRECO, puis dès 2025 avec l'arrivée de Groupe ABS, le groupe Ginger accélère son développement international.

### Secteurs d'activité
Ginger a quatre principales activités : l'ingénierie des sols, de l'eau, des matériaux et ouvrages existants, de l'environnement. Il a annoncé ouvrir début 2018 une branche de 75 salariés consacrés à la déconstruction urbaine et au démantèlement nucléaire et industriel.

### Entreprises du groupe
Le groupe est organisé en une multitude de sociétés :
- Savoir : Ginger Formation.
- Environnement : Ginger BURGEAP, Ginger DELEO, Ginger International, Ginger Phenixa, Ginger LECES.
- Construction : Ginger CEBTP, Ginger V-SCAN, LBTP NC, LBTP G, LTPP, Lehmann+Partner, Ginger Géode, Ginger Géolab, Ginger Camaxa, Ginger Caraïbes, Soproner, Groupe ABS[17].
- Aide publique au développement : Ginger SOFRECO, Conseil Santé.